# Alertichthys blacki
Alertichthys blacki är en fiskart som beskrevs av Moreland, 1960. Alertichthys blacki ingår i släktet Alertichthys och familjen Congiopodidae. Inga underarter finns listade i Catalogue of Life.

## Bildgalleri

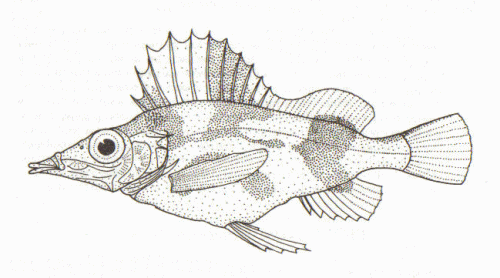